# Поэма Региус

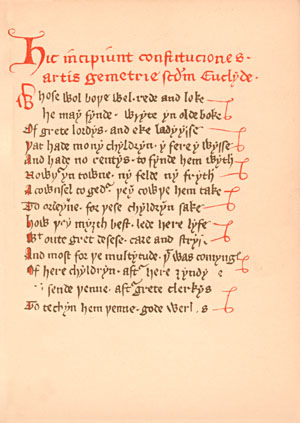
Поэма Региус

Поэма Региус или Холлиуэлский манускрипт — датируется 1390 годом, и является старейшим известным документом гильдий каменотёсов. Она также называется «масонской поэмой». Документ содержит 794 рифмованные строки, написанные на среднеанглийском языке. Повествование в поэме идёт о создании гильдий каменщиков в Англии, даётся представление о правилах гильдий и правилах этикета нахождения в светском обществе тех времён. В поэме упоминается англосаксонский король Этельстан (925—939), который оказывал особую милость каменщикам в Англии и поощрял их объединения. Манускрипт в настоящее время находится в коллекции рукописей Британской библиотеки в Лондоне.

## Обнаружение документа и его история
Общее мнение относительно возраста документа и даты его написания — это где-то между концом XIV века и серединой XV века. Авторство, вероятнее всего, принадлежит священнику из западной Англии, приставленному к одной из мастерских оперативных каменщиков. Рукопись была составлена из различных уложений, которые переходили из рук в руки, пока не попали в Королевскую библиотеку, которая была подарена Британскому музею в 1757 году королём Георгом II, сформировавшим ядро сегодняшней Британской библиотеки.
В то время документ представал как поэма о моральных обязанностях. Значение документа, как связанного непосредственно с масонством не было заметно, пока сама поэма не была рассмотрена в статье о масонстве Джеймса Холлиуэлла, в 1840 году. В тексте документа говорится, что масонство пришло в Англию во времена правления короля Этельстана, между 924 и 939 годами. Манускрипты представлены сейчас в Британской библиотеке, в Королевской коллекции рукописей, в каталоге ссылок 17 A.I..
В 1874 году Ричард Симс из Департамента рукописей Британского музея, работая с ученым-масоном по имени Адольфус Фредерик Александр Вудфорд (1821—1887), установил, что поэма Региус составлена из отрывков двух других староанглийских текстов, а именно: «Инструкцией для пастырей», написанной Джоном Мирком (1382—1415), и полного текста поэмы неизвестного автора об этикете, под названием «Урбанитатис». Третий текст, поэма под названием «Merita Missa», автор которой неизвестен (авторство предписывается Дэну Джону Лидгейту (1370—1451), но это не достоверно), так же была частично обнаружена в манускрипте, разбросанной в секции мирка. Симс также создал детальное описание королевской рукописи и рукописей в него входящих, в периодическом издании Вудфорда — «Masonic Magazine».
Оригинальная королевская рукопись перенесла обветшание и поблекла в годах, однажды даже частично пострадав в пожаре в 1731 году. В 1889 году была создана факсимильная копия, написанная мистером Ф. Комптоном Прайсом, неизвестным масоном, с целью аккомпанировать монографии Генри Вимпера (1845—1893) из исследовательской ложи «Quatuor Coronati» на эту тему. На сегодняшний день только первые страницы (как оригинала, так и факсимиле) воспроизводятся в интернете. Прайс, между прочим, был учеником Холлиуэлского шекспировского переписчика, Джозефа Незерклифта. Вимпер выпустил только шесть экземпляров своего оригинального издания, но передал пластины для повторной печати в ложу «Quatuor Coronati».
Подросток, не являющийся масоном, Джеймс Орчард Холлиуэл (1820—1889), вновь открыл значимость поэмы в 1838 году. В 1840 и 1844 годах он публиковал книги с его адаптацией поэмы под современный алфавит, сохранившей среднеанглийские слова. Немного скорректированная версия была отредактирована и опубликована Джорджем Уильямом Спетом (1847—1901), секретарем ложи «Quatuor Coronati», в 1889 году. В версиях Холлиуэлла и Спета различие заключается в 19 словах (в строках 90, 265, 266, 279, 329, 338, 363, 379, 42, 451, 620, 688, 718, 737, 754, 781, 782, 791).
Родерик Хильдегар Бакстер, досточтимый мастер ложи «Quatuor Coronati» в 1922 году, сделал современный английский перевод. Это было издание, в котором изменена была лишь пунктуация. Бакстер попытался сохранить рифму оригинальной рукописи, оставив в рукописи некоторые устаревшие слова на концах строк, при этом поместив их современные варианты в скобках после.
В 1952 году Фредерик Морис Хантер (1879—1964), масон из орегонской исследовательской ложи № 98, написал монографию по рукописи и привлёк Джона Черча (не масона), эксперта по среднеанглийскому языку, чтобы сделать свежий перевод поэмы на современный английский. Фредерик опубликовал их вместе с чёрно-белыми иллюстрациями оригинальной рукописи. Полный текст перевода Черча никогда ранее не публиковался в интернете.

## Содержание

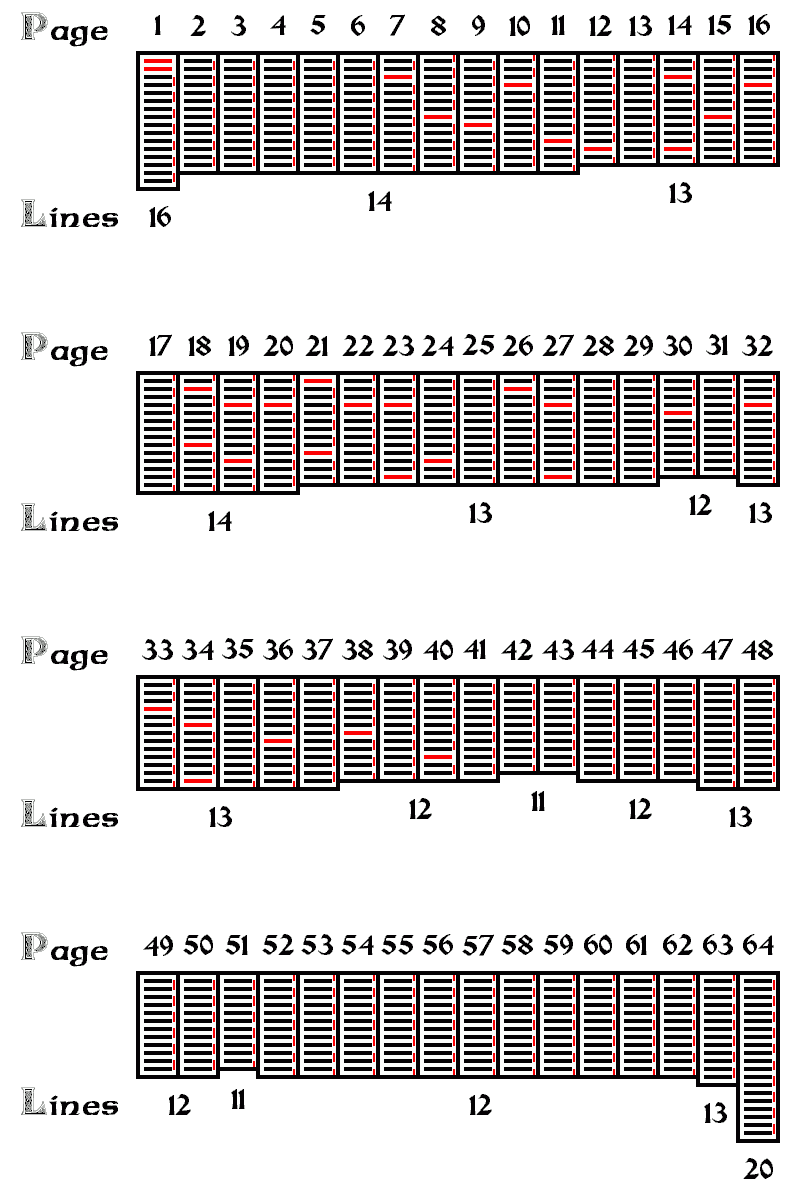
Метрика по страницам

Поэма Региус состоит из 794-х смежно рифмованных строк и 34-х строк заголовков — в сумме 828 строк на 64-х страницах длинной по 11-14 строк каждая. Стихотворение начинается с отсылки к Евклиду и его пониманию геометрии в древнем Египте, а затем к распространению искусства геометрии в «других землях». Она сопровождается пятнадцатью пунктами для мастера в отношении морального поведения (не укрывать воров, не брать взятки, регулярно посещать церковь, и т. д.) и режимов работы на строительной площадке (не использовать труд каменщиков в ночное время, обучать правильно учеников, не брать такую работу, которую нельзя выполнить и т. д.). В заключительном разделе идёт повествование о судьбе мастеров-каменщиков, известных как четверо коронованных, а также упоминаются правила этикета для нахождения в высшем обществе, в церкви и т. д.
Альберт Макей, писавший в 1881 году историю масонства, приводит убедительные аргументы в пользу того, что первые строки выставлены не по порядку содержания по отношению к другим строкам. По его мнению, строки 535—576 должны предшествовать первым строкам, и что были другие строфы, предшествующие им (вероятнее всего молитва в самом начале, а затем, что более вероятно, древняя история искусства каменщиков). Так же он предполагает, что строки с 471-й по 496-ю нужно поместить после 74-й строки (отмечая строки с 75-й по 86-ю как преамбулу к статьям и пунктам), закрывая раздел 470-й строкой, где кончаются пункты.
Вместе эти разделы являются подлинными частями поэмы, кроме раздела о четверых коронованных. Это раздел упоминания о котором нет ни в одном из староанглийских регламентов. Однако, свыше 200 лет до написания поэмы Региус, существовала масонская ремесленническая легенда каменщиком Германии — Steinmetzen. Это даёт подтверждение тому, помимо всех остальных доводов, что этот раздел, возможно, был скопирован из другого древнего документа с континента, где масонство появилось раньше, чем в Британии.